# Groupe de motards hors-la-loi
 (août 2024).

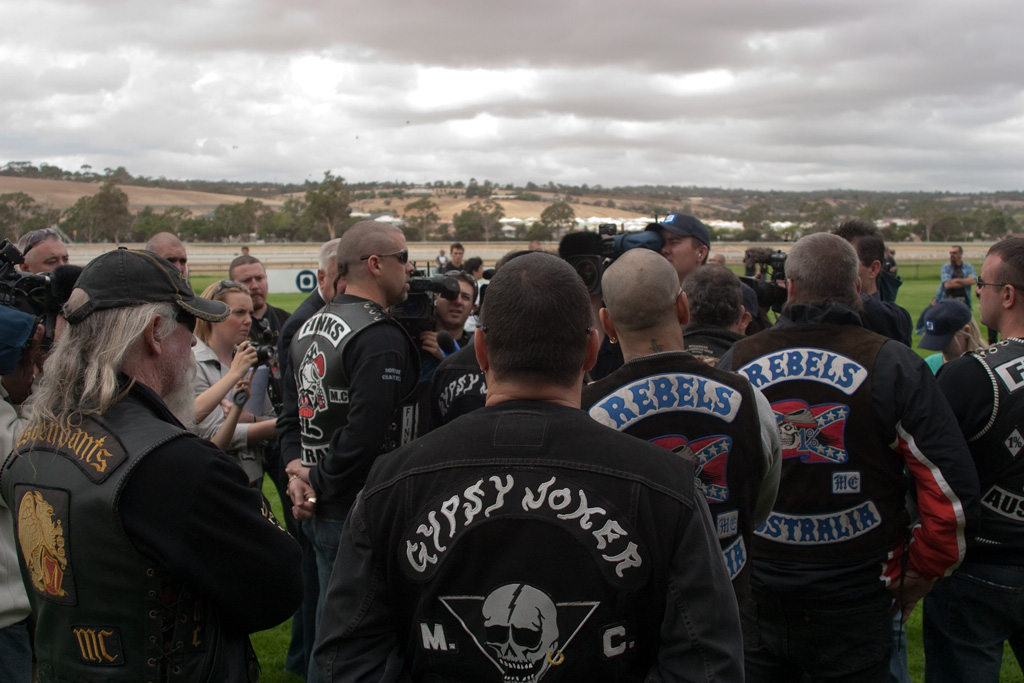
Les membres d'un groupe de motards se rencontrent lors d'une course en Australie en 2009.

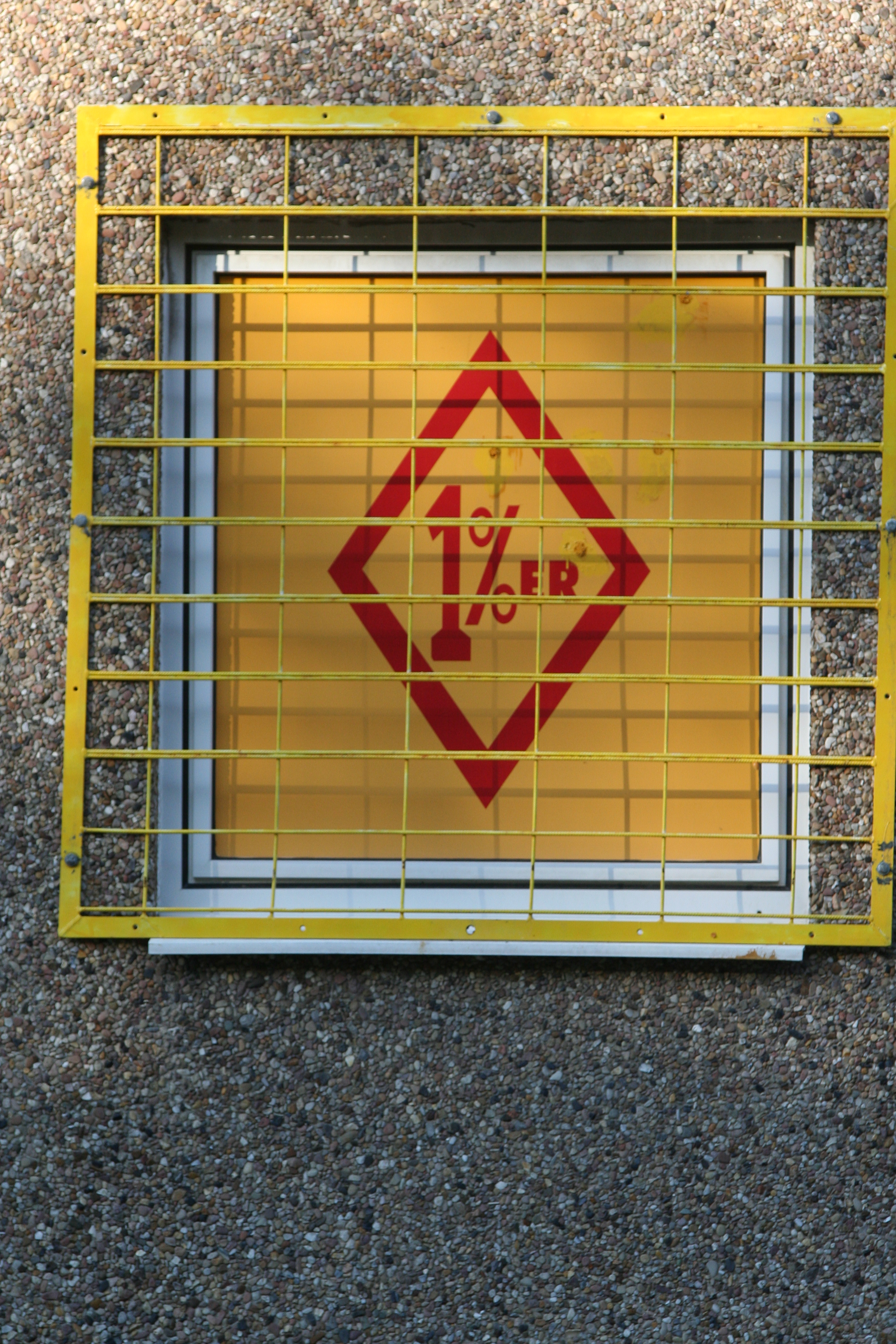
Signe « 1% » photographié à Berlin.

Un groupe de motards hors-la-loi, parfois appelé club 1% ou gang de motards, désigne un groupe de motards lié au crime organisé tel que les Bandidos ou les Hells Angels.

## 1%
L'expression « 1 % » (One percent) trouverait son origine dans des incidents qui se sont déroulés à Hollister en Californie en 1947 et qui ont été surnommés les émeutes de Hollister. Le fait que ce soit une réelle émeute est discutable, mais un rallye moto eut lieu à Hollister du 4 au 6 juillet de cette année (Gipsy Tour) auquel assistèrent environ quatre mille personnes. L'événement a inspiré L'Équipée sauvage (1953) de László Benedek.
L'American Motorcyclist Association (AMA), questionnée par la presse américaine sur ces événements, aurait prétendument répondu que 99 % des motocyclistes étaient des citoyens respectueux des lois, et que seul le dernier pour cent ne l'était pas. Cependant l’AMA ne reconnait pas qu’une telle déclaration fut faite à la presse et considère cette histoire comme apocryphe.